# Lijst van archeologen
Hieronder een lijst van archeologen.

## A
- Kamyar Abdi (1969), Iraans
- William F. Albright (1891-1971), Amerikaan
- Leslie Alcock (1925-2006), Brits, vroege middeleeuwen
- Manolis Andronikos (1919-1992), Grieks, Griekenland
- Nico Arts (1954), Nederlands
- Mick Aston (1946), Brits
- Richard Atkinson (1920-1994), Brits, Engeland

## B

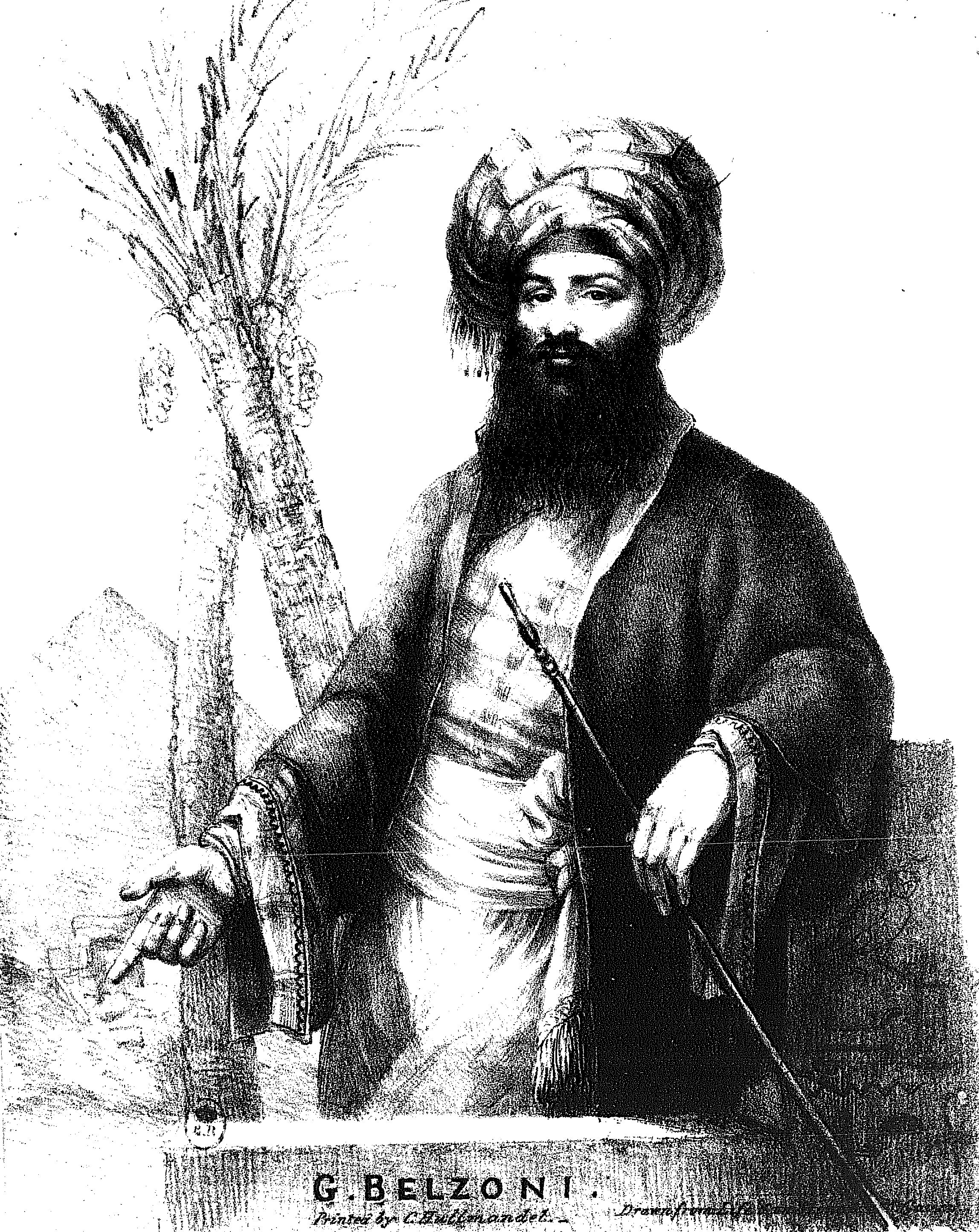
Giovanni Battista Belzoni

- Churchill Babington (1821-1889), Brits
- Paul Bahn
- Adolph Francis Alphonse Bandelier (1840-1914), Amerikaan
- Philip Barker (1920 – 2001), Brits
- Thomas Bateman (1821-1861), Brits
- Giovanni Battista Belzoni (1778–1823), Italiaans Egyptoloog, bracht in het Westen het Oude Egypte in de belangstelling
- Gertrude Bell (1868-1926), Brits
- Gerhard Bersu (1889–1964), Duits
- Ranuccio Bianchi Bandinelli (1900-1975), Italiaans
- Charles Ernest Beule (1826-1874), Frans
- Martin Biddle
- Lewis Binford (1930), Amerikaans
- Flavio Biondo (1392-1463) Italiaans, Rome
- Carl Blegen (1887-1971), Amerikaans, Troje
- Frederick Jones Bliss (1857-1939) Amerikaans
- Jules Bogaers (1926-1996), Nederlands
- Harriet Boyd-Howes
- Giacomo Boni (1859-1925) Italiaans, Romeinse architectuur
- Jacques Boucher de Crèvecœur de Perthes (1788-1868), Frans
- Richard Bradley
- Charles Etienne Brasseur de Bourbourg (1814-1874) Frans, Midden-Amerika
- James Henry Breasted (1865-1935) Amerikaan, Egypte
- Eric Breuer (1968), Zwitsers
- Jaques Breuer (1968), Zwitsers
- Henri Breuil (1877-1961), Frans
- Patrick MMA Bringmans (1970), Belg
- Aisling Bronach, Iers
- Don Brothwell
- Bernard Bruyère (1879-1971) Frans, Egypte
- Aubrey Burl, Brits
- Karl Butzer (1934), Amerikaans
- Alexander Willem Byvanck, 1884-1970

## C

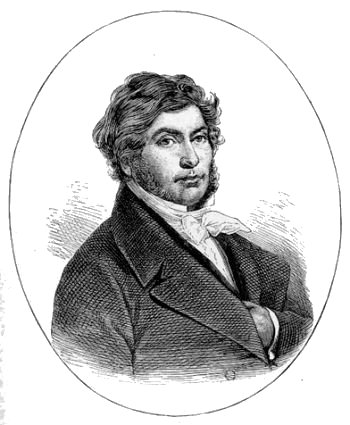
Jean-François Champollion

- Frank Calvert (1828-1908), Brits, Troje
- Halet Çambel (1916), Turks
- Luigi Canina (1795-1856), Italiaan
- Giuseppe Maria Capodieci (1749-1828), Italiaan, Siciliaan
- Howard Carter (1874–1939), Brit, Egypte
- Joanna Casey
- Alfonso Caso (1896-1970), Mexicaans
- Jaroslav Cerny
- Dilip Chakrabarti
- Jacques-Joseph Champollion (1778-1867) Frans
- Jean-François Champollion (1790-1832) Frans, Egypte
- Dorothy Charlesworth (1927–1981), Brits
- Désiré Charnay (1828-1915) Frans, Mexico
- Vere Gordon Childe (1892-1959), Brit/Australiër, Europa, neolithicum
- Leopoldo Cicognara (1767-1834), Italiaan
- Grahame Clark (1907-1995), Brits
- David Clarke (1937-1976), Brits
- John Coles
- John Collis
- Richard Colt Hoare, 1758-1838) Brit, Engeland
- Graham Connah
- Barbara Craig (1915–2005), Brits
- O.G.S. Crawford (1886-1957), Brits
- Georg Friedrich Creuzer (1771-1858), Duits klassiek filoloog
- Jacques Boucher de Crèvecœur de Perthes, (1788-1868) Frans
- Joseph George Cumming
- Barry Cunliffe (1939), Brits
- William Cunnington (1754-1810), Brits
- James Curle
- Ernst Curtius (1814-1896), Duits archeoloog en historicus, opgravingen in Griekenland
- Cyriacus van Ancona (1391-1454), Italiaans

## D
- Glyn Daniel
- Théodore Davies
- William Boyd Dawkins (1837-1929), Brits geoloog en archeoloog
- James Deetz
- Jules Desnoyers
- Adolphe Napoleon Didron
- Wilhelm Dörpfeld (1853-1940), Duits
- Moshe Dothan
- Trude Dothan
- Hans Dragendorff
- Pericle Ducati

## E
- Wim van Es (1934) Nederlands archeoloog, opgraver van Dorestad en voormalig directeur van de Rijksdienst voor het Oudheidkundig Bodemonderzoek
- Arthur John Evans (1851-1941), Brits, Kreta
- John Evans (1823-1908), Brits

## F
- Georg Fabricius
- Rev. Brian Faussett
- Carlo Fea (1753-1836), Italiaans
- Charles Fellows (1799-1860), Brits
- Karl Ludwig Fernow
- Kent Flannery
- William Flinders Petrie (1853-1942), Brits
- David Fontijn
- Alfred Foucher
- Cyril Fox

## G

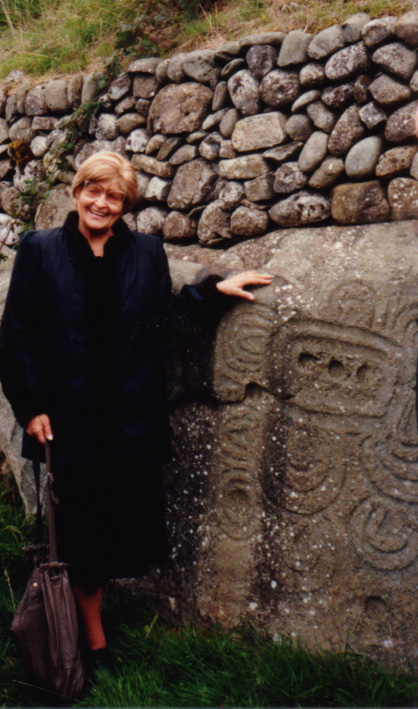
Marija Gimbutas

- Antoine Galland (1646-1715), Frans
- Percy Gardner (1846-1937), Brits
- Dorothy Garrod
- William Gell
- Friedrich William Eduard Gerhard
- Albert E. van Giffen (1884-1973), Nederlands
- Marija Gimbutas (1921-1994), Litouws
- Pere Bosch-Gimpera
- Seymour Gitin
- Alan Greaves
- Canon William Greenwell
- James Bennett Griffin
- W. F. Grimes
- Niède Guidon (1933-2025), Braziliaans
- Gustaf VI Adolf (1882-1973), Zweeds

## H
- Phil Harding
- Zahi Hawass (1947), Egyptische egyptoloog
- Christopher Hawkes
- Christian Gottlob Heyne (1729-1812)
- Eric Higgs (1908–1976)
- Charles Higham, Nieuw-Zeelands
- Catherine Hills
- Antonie Holwerda 1845 - 1922
- Jan Hendrik Holwerda (1873-1951), Nederlands
- Ian Hodder (1948), Brits
- Marcel Homet
- John Horsley (1685-1732)
- Helen Hughes-Brock (1938), Brits, Minoïsch en Myceens
- Jean-Louis Huot

## I
- Glynn Isaac
- Ina Isings (1919-2018), Nederlands archeologe

## J

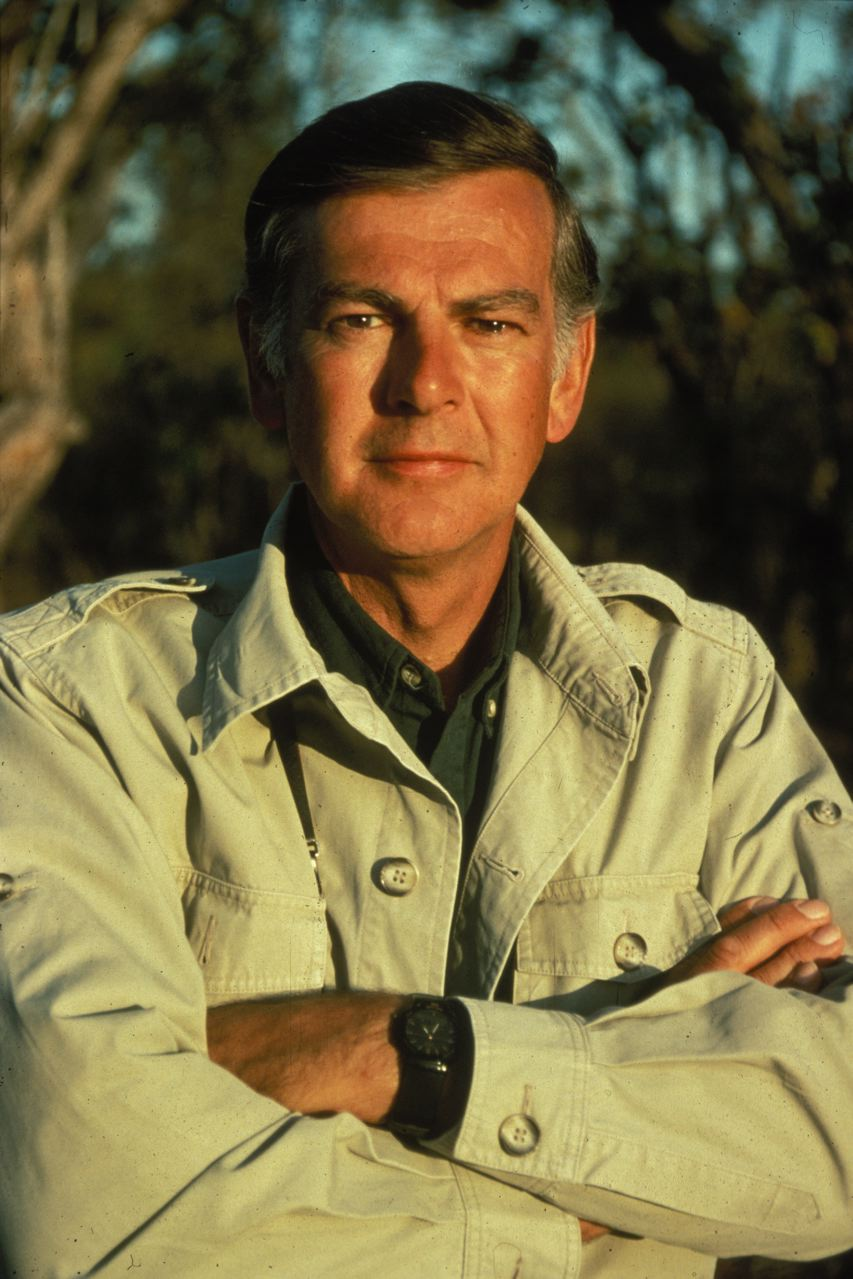
Donald Johanson

- Otto Jahn
- Llewellyn Jewitt
- Maarten Jansen (1952), Nederlands
- Karen Jeneson (1966), Nederlands
- Donald Johanson (1953)
- Gregory Johnson
- Martin Jones

## K
- Kathleen Kenyon (1906-1978)
- Athanasius Kircher (1602 - 1680), Duits Jezuïet, filoloog, oriëntalist en natuuronderzoeker, bedacht een (incorrect) systeem voor de vertaling van hiërogliefen
- Robert Koldewey (1855-1925)
- Manfred Korfmann (1942-2005), Duits
- Gustaf Kossinna (1858-1931)
- Jean-Baptiste Kiéthéga (1947)

## L
- C.C. Lamberg-Karlovsky
- Roger Lambrechts (1927-2005)
- Jan Lanting (1943), Nederlands
- Luigi Lanzi (1732-1810)
- Pierre Henri Larcher (1726-1812)
- Jean-Philippe Lauer
- Austen Henry Layard (1817-1894)
- Louis Leakey (1903-1972)
- Mary Leaky (1913-1996)
- Richard Leakey (1944-2022)
- Louis Th. Lehmann (1920–2012), Nederlands
- Irene Lemos, Brits
- Charles Lenormant (1802-1859)
- François Lenormant (1837-1883)
- Jean Antoine Letronne (1787-1848)
- Carenza Lewis (1964)
- William D. Lipe
- Edward Llwyd (1660-1709)
- Georg Loeschke (1852-1915)
- Victor Loret (1859-1946)
- William A. Longacre
- John Lubbock (1834-1913)
- William Collings Lukis

## M

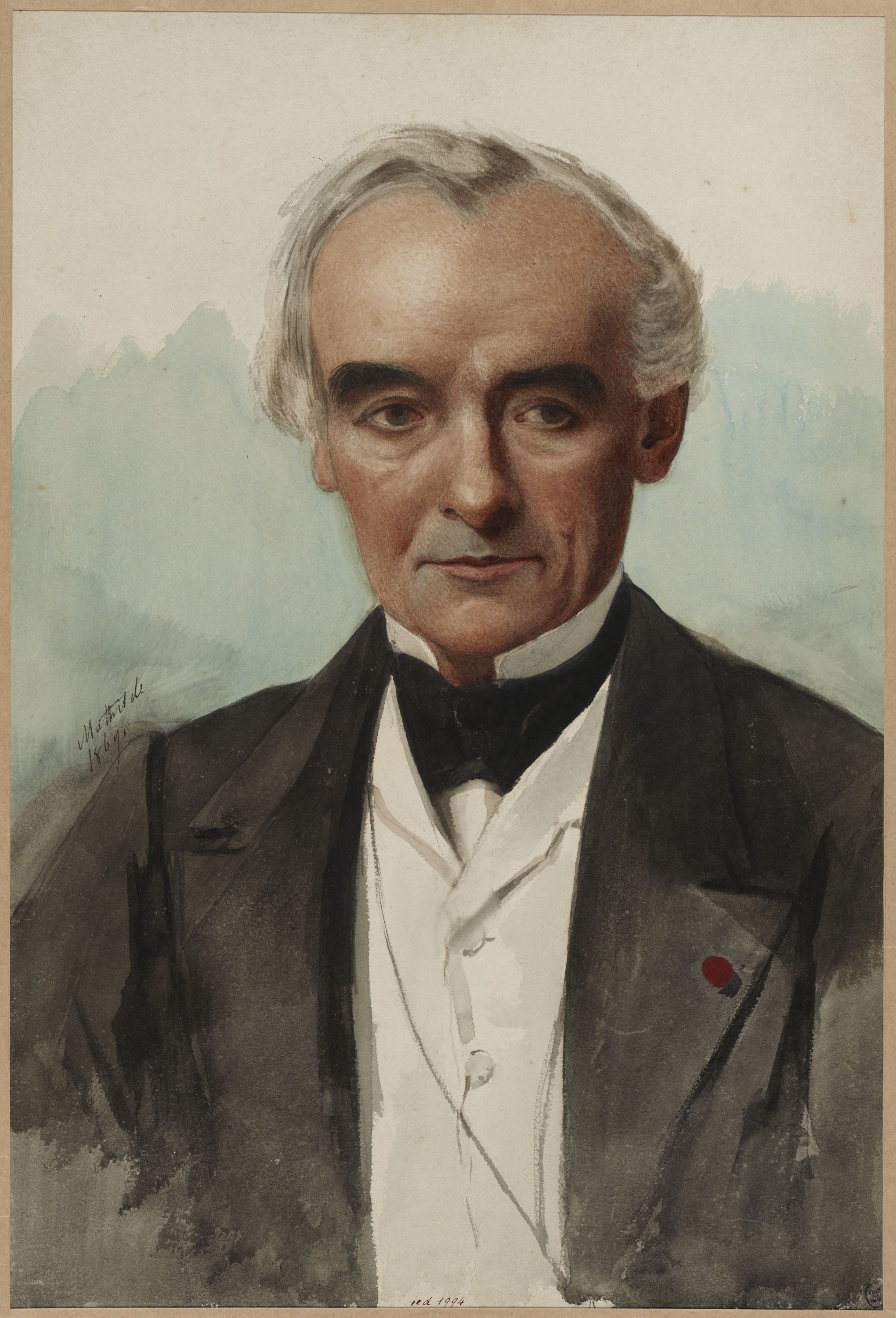
Prosper Mérimée

- Robert Alexander Stewart Macalister (1870-1950), Iers
- John MacEnery (1796–1841), Engeland
- Aren Maeir (1958)
- Max Mallowan (1904-1978)
- John Manley (1952)
- Auguste-Édouard Mariette (1821-1881)
- Spyridon Marinatos (1901-1974)
- John Hubert Marshall (1876-1958)
- Ron Mason USA
- Gaston Maspero (1846-1916)
- Eduardo Matos Moctezuma (1940), Mexicaans
- Amihai Mazar (1942)
- Benjamin Mazar (1906-1995)
- Eilat Mazar
- Charles McBurney (1914-1979)
- Frits van der Meer (1904-1994), Nederlands
- Paul Mellars
- Michael Mercati (1541-1593)
- Prosper Mérimée (1803-1870)
- Ellis Minns (1874-1953)
- Pieter Jan Remees Modderman (1919-2005)
- Oscar Montelius (1843-1921)
- Pierre Montet (1885 — 1966), Frans egyptoloog
- John Robert Mortimer (1825-1911)

## N

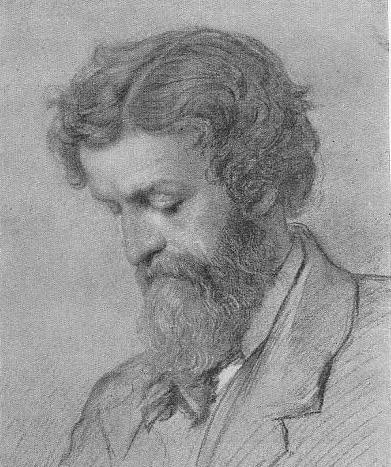
Charles Thomas Newton

- (Henri) Édouard Naville (1844-1926), Zwitsers
- Ion Nestor, Servisch
- Ehud Netzer
- Evzen Neustupný
- Charles Thomas Newton (1816-1894), Brits
- Zelia Nuttall (1897-1933), Mexicaans

## O
- Kenneth Oakley (1911-1981), Engels
- Joan Oates (1928), Amerikaans, Oude Nabije Oosten
- Jeremie Jacques Oberlin (1735-1806), Elzas

## P
- Massimo Pallottino (1909-1995)
- William Pengelly (1812-1894)
- William Flinders Petrie (1853-1942)
- Alessandro Pezzati
- Stuart Piggott (1910-1996), Brits, Wessex
- John Pinkerton (1758-1826)
- Augustus Pitt Rivers (1827-1900)
- George Pitt Rivers
- Nikolaos Platon
- Reginald Stuart Poole (1832-1895)
- Georges Posener, Engels
- Timothy Potter (1944-2000), Brits
- Francis Pryor

## Q
- Jules Etienne Joseph Quicherat (1814–1882)

## R
- Yannick Raczynski-Henk
- Andrew Ramsay (1814-1891), Schots, geoloog
- Henry Rawlinson (1810-1895), Brits
- Maria Reiche (1903-1998), Duits
- Caspar Reuvens, Nederlands
- Desiré Raoul Rochette (1790-1854), Frans
- Jean Gaspard Felix Ravaisson-Mollien (1813-1900), Frans
- Colin Renfrew (1937-2024), Brits, bekend om zijn werk aan koolstofdatering
- Julian Richards (1951)
- Louis Robert (1904), Frans
- Derek Roe
- Michael Rostovtzeff (1870-1952)
- Emmanuel de Rouge
- Katherine Routledge (1866–1935), Brits
- Daan Raemaekers

## S
- Yannis Sakellarakis
- Viktor Sarianidi (1929)

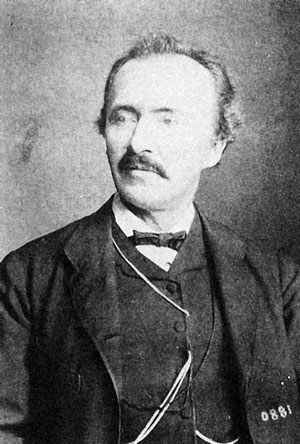
Heinrich Schliemann

- Otto Schaden Amerikaans egyptoloog
- Claude Schaeffer
- Michael Brian Schiffer
- Heinrich Schliemann (1822-1890), Duits, o.a. Troje, Mycene
- Philippe-Charles Schmerling
- Carmel Schrire
- Carl Schuchhardt (1859-1943), Duits
- Ernst Adolf Schulten (1870-1960), Duits, o.a. Numantia, Tartessos
- Francesco Scipione (1675 - 1755), Italiaans
- Jean Baptiste Louis George Seroux D'Agincourt (1730–1814), Frans
- Michael Shanks, postprocessualist
- Thurstan Shaw
- Andrew Sherratt, Engels
- Isobel Smith
- William Robertson Smith (1846-1894), Schots, oriëntalist
- Steven Snape (Egyptologist)
- Marc Aurel Stein (1862-1943), Hongaars-Joods, Centraal-Azië
- William Duncan Strong (1899-1962), Amerikaans, Peru
- Josef Szombathy (1853-1943)

## T
- Jean Michel de Tarragon
- Walter W. Taylor, USA

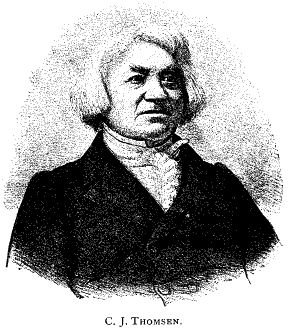
Christian Jürgensen Thomsen

- Carsten Peter Thiede (1952-2004), Oostenrijks
- Jan Thijssen (1943-2016), Nederlands
- Alexander Thom (1894–1985), Schots
- Julian Thomas
- J. Eric S. Thompson (1898-1975), Engels, Maya's
- Christian Jürgensen Thomsen (1788-1865), Deens, bedenker van het drieperiodensysteem.
- Christopher Tilley, Brits
- Bruce Trigger (1937-2006)

## U

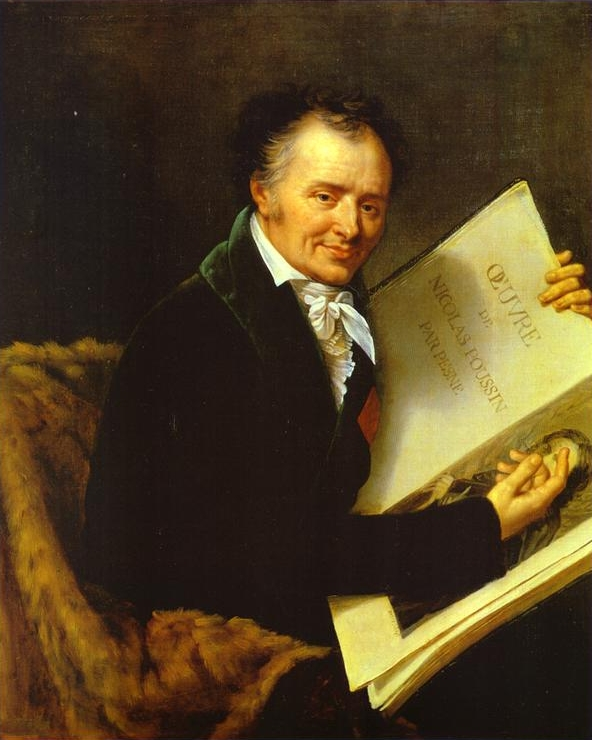
Vivant Denon

- Peter Ucko (1938), Engels,
- David Ussishkin, Israëlisch

## V
- Marie-Claude Van Grunderbeek (1953- ), Belgische, Urewe in Burundi en Rwanda
- Francis Van Noten
- Henri de Vaux
- Philip Van Peer
- Dominique Vivant Denon (1747-1825), Frans

## W
- Marc Waelkens (1948-2021), Belg

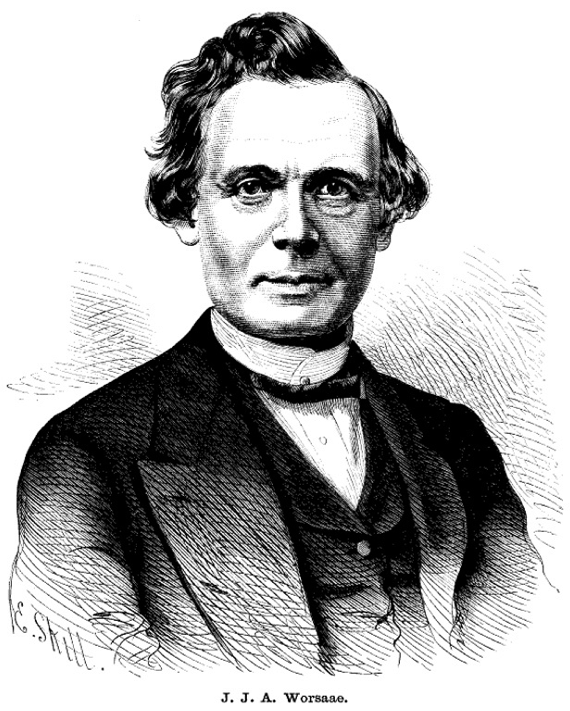
Jens Jacob Asmussen Worsaae

- Johann Andreas Wagner (1797-1861), Duits
- Charles Warne
- Tjalling Waterbolk (1924-2020), Nederlands
- Zeev Weiss
- Friedrich Gottlieb Welcker (1784 – 1868), Duits filoloog
- Mortimer Wheeler (1890-1976), Brits
- Theodor Wiegand (1864-1936), Duits, Griekenland
- Willem Willems (1950-2014), Nederlands
- Johann Joachim Winckelmann (1717-1768), Duits
- Katharine Woolley, (1888-1945), Brits, Mesopotamië
- Leonard Woolley (1880-1960), Brits, Mesopotamië
- Jens Jacob Asmussen Worsaae (1821-1885), Deens

## Y
- Yigael
- Norman Yoffee

## Z
- Ezra Zubrow, Amerikaans